# Christopher Nevinson
Christopher Richard Wynne Nevinson (Hampstead (Londres), 13 de agosto de 1889-ibídem, 7 de octubre de 1946) fue un pintor y litógrafo británico, representante destacado del vorticismo. 

## Biografía
Nació en 1889, hijo del periodista Henry Nevinson y la escritora sufragista Margaret Nevinson. Estudió en las academias St John's Wood School of Art, Slade School of Fine Art y Académie Julian. Entre 1912 y 1913 residió en París, donde compartió taller con Amedeo Modigliani. Fue entonces cuando entró en contacto con el futurismo italiano, que le marcó profundamente. Otra de las influencias que marcaron su estilo fue el cubismo, especialmente de la obra de Roger de la Fresnaye. Poco después se sumó al vorticismo, un movimiento fundado en 1914 por Wyndham Lewis con la intención de revigorizar el arte británico y rivalizar con el futurismo, el cubismo y el expresionismo. Su fuente de inspiración era la vida moderna de la era industrial, con un estilo anguloso y mecanicista con un cromatismo cercano al orfismo delaunayiano.
Durante la Primera Guerra Mundial sirvió en el Cuerpo Sanitario, donde quedó horrorizado por los efectos de la guerra de trincheras. Su experiencia en la contienda mundial le sirvió como repertorio temático en un buen número de sus obras, en las que mostró sin ambages los horrores de la guerra, en composiciones de marcada estética mecanicista (Al volver de las trincheras, 1914, Galería Nacional de Canadá, Ottawa). En estas obras mostró una sensibilidad para los efectos luminosos que recuerda la de Gino Severini, como se aprecia en su Concha estrellada (1916, Tate Gallery, Londres). En 1915 participó en la primera y única exposición vorticista en la Galería Doré de Londres.
Tras la Gran Guerra renunció al futurismo y su obra se volvió más convencional.
Fue miembro asociado de la Royal Academy of Arts.

## Galería

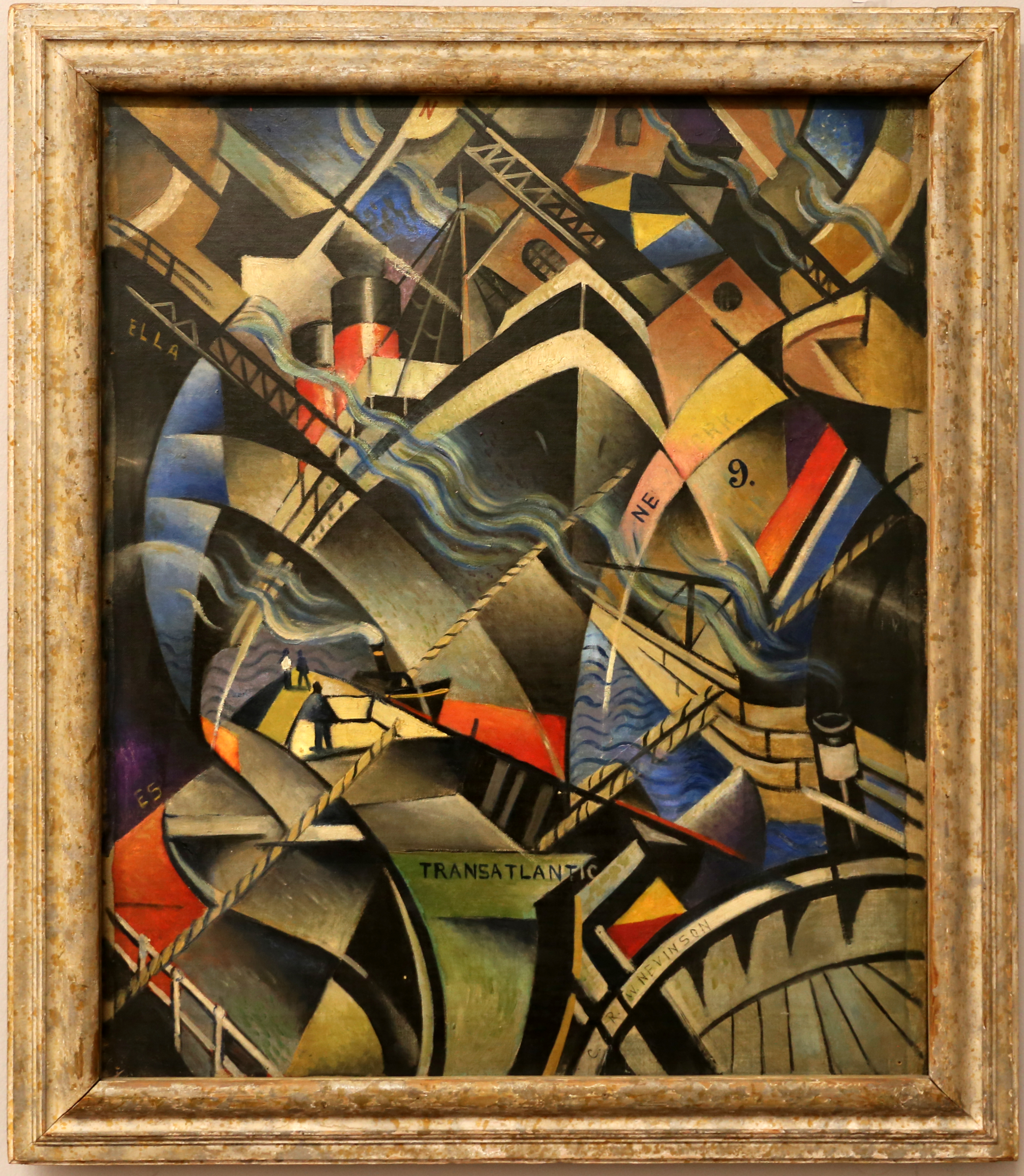
La llegada (1913), Tate Gallery, Londres
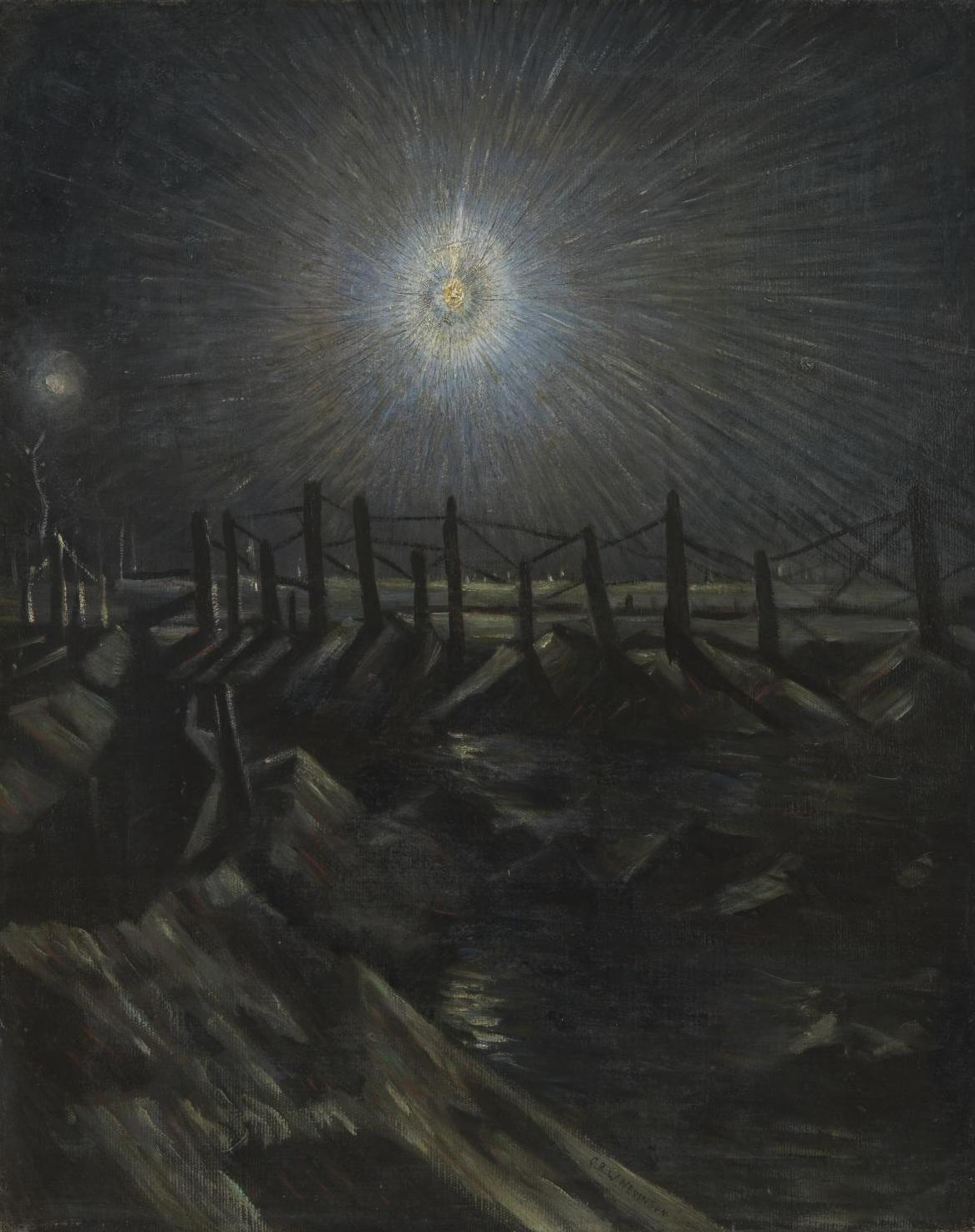
Concha estrellada (1916), Tate Gallery, Londres
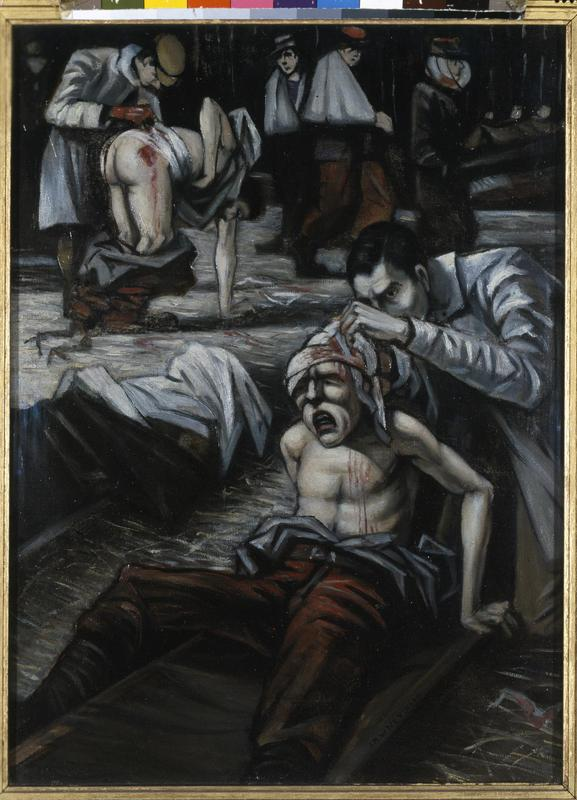
El doctor (1916), Museo Imperial de la Guerra, Londres
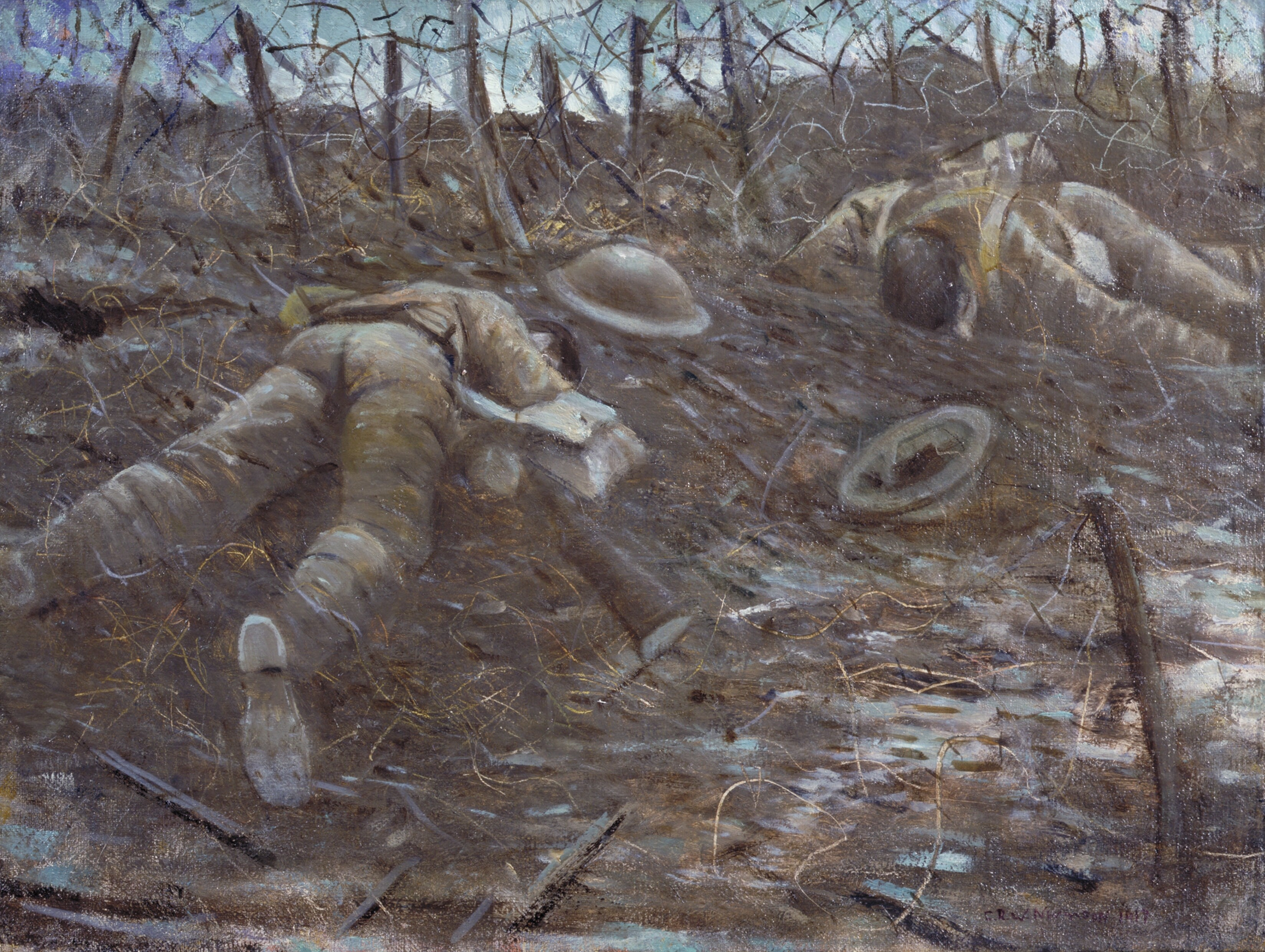
Caminos de gloria (1917), Museo Imperial de la Guerra, Londres
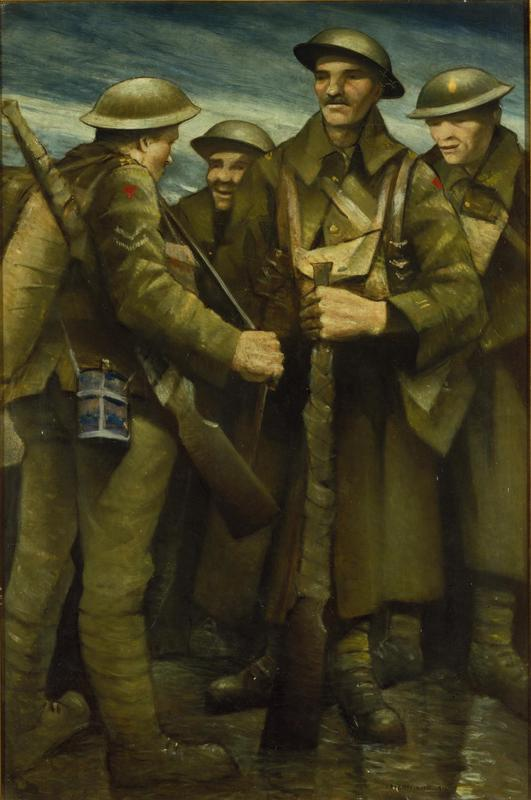
Grupo de soldados (1917), Museo Imperial de la Guerra, Londres
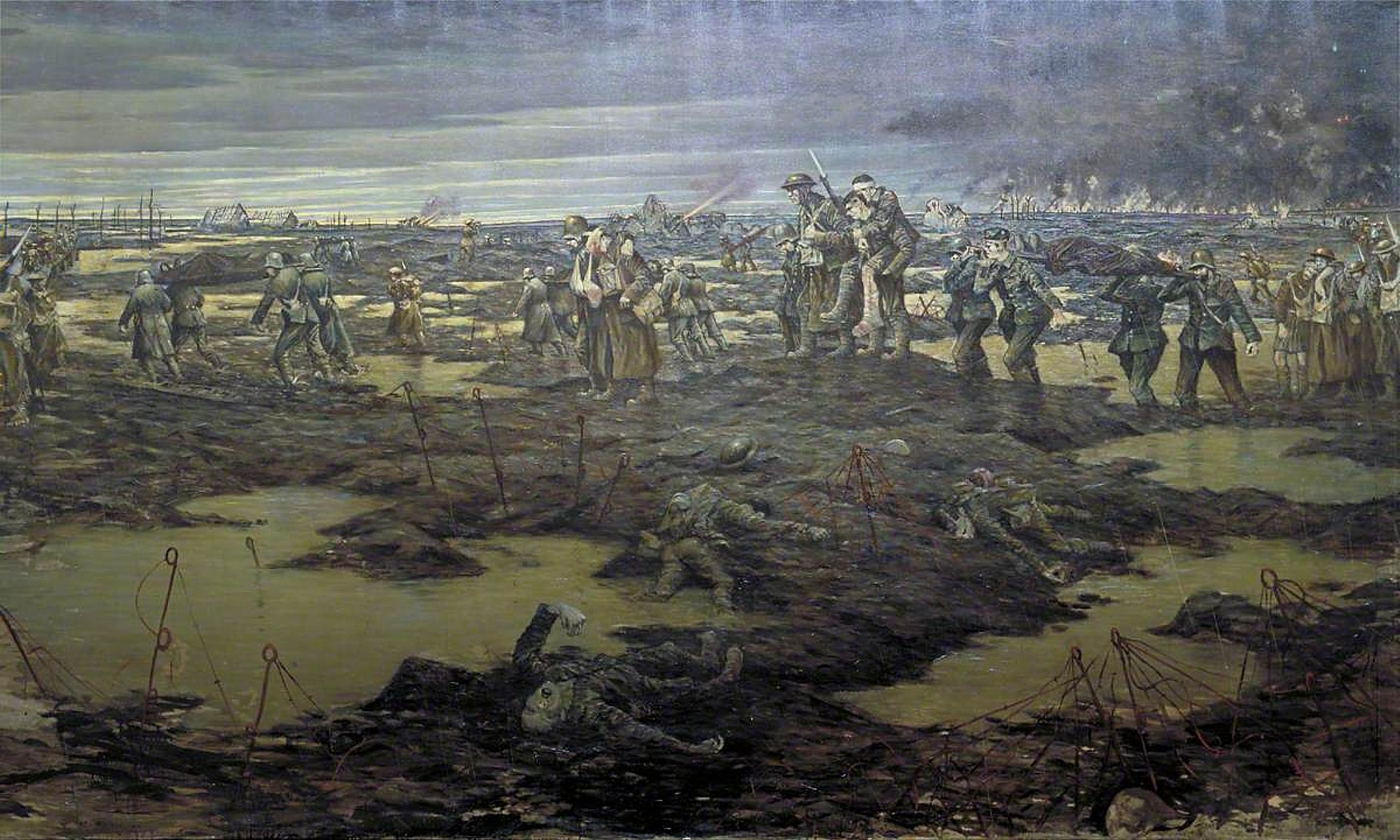
La cosecha de la batalla (1918), Museo Imperial de la Guerra, Londres
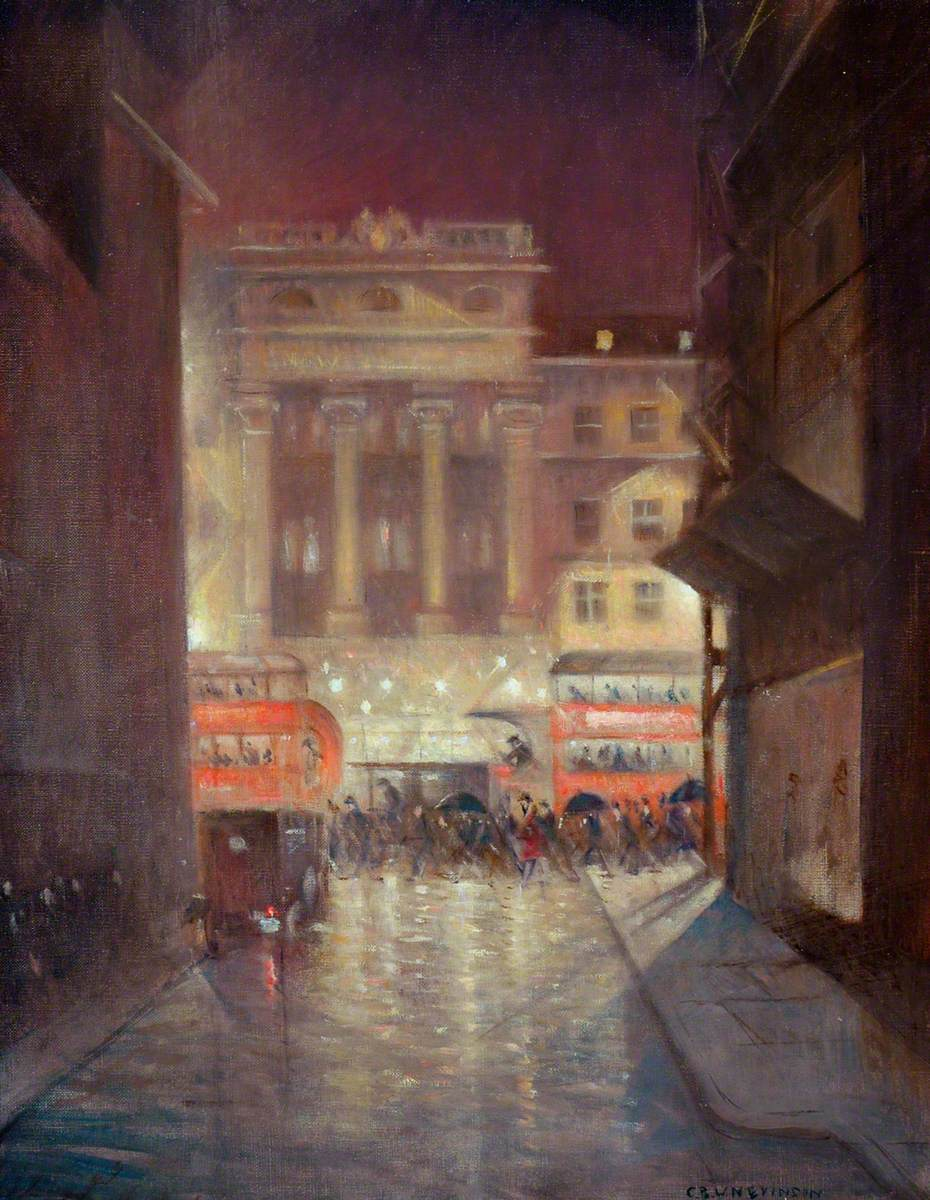
El Strand de noche (1937), Art Galleries and Museums, Bradford
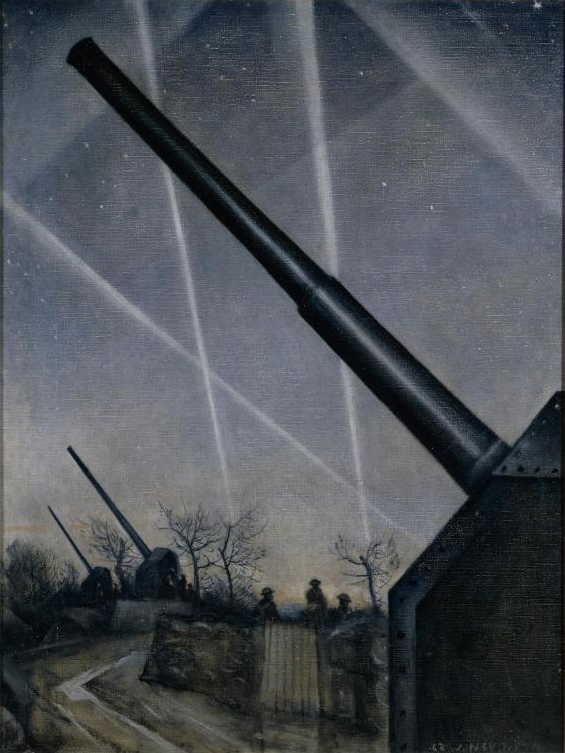
Defensas antiaéreas (1940), Museo Imperial de la Guerra, Londres